# Giraldus Cambrensis
Giraldus Cambrensis (c. 1146 - c. 1223) fou un monjo i escriptor de Gal·les. De família noble, va tenir una completa educació en teologia i lletres a Anglaterra i a París. Va tornar al seu Gal·les natal com a arxidiaca i intentà des d'aquest càrrec limitar els abusos recaptatoris de l'església local.
Entre les seves obres cal destacar la Topographia Hibernica, una descripció dels seus viatges a Irlanda amb un alt contingut d'història (que després continuaria a Expugnatio Hibernica); Itinerarium Cambriae, on fa el mateix però a Gal·les; De instructione principis; Speculum ecclesiae, diverses vides de sants i una autobiografia titulada De rebus a se gestis.
El seu llegat és important especialment per les descripcions de la vida normanda, que coneixia de primera mà. Els seus llibres inclouen moltes opinions personals, sovint polèmiques, sobre la cort i la història del seu país així com reculls de llegendes locals que d'altra forma no s'haurien conservat.